# Renato Bruno Vieira Gomes
Renato Bruno Vieira Gomes, noto semplicemente come Renato Bruno (Belo Horizonte, 22 aprile 1994), è un ex calciatore brasiliano, di ruolo centrocampista.

## Caratteristiche tecniche
È un mediano.

## Carriera
Cresciuto nelle giovanili dell'América-MG, ha esordito il 5 aprile 2015 in occasione di un match del Campionato Mineiro vinto 2-1 contro il Democrata-GV.